# 커랜 학교
커랜 학교(Corran School)는 뉴질랜드 오클랜드의 사립 성공회 계파 여자 초중고등학교였다. 1947년 뉴질랜드 오클랜드에서 첫 개교되었으며 2009년에 폐교되었다.